# Альваро де Луна-и-Айяла
Альваро де Луна-и-Айяла, прозванный «тот, у кого большие силы» (исп. Álvaro de Luna y Ayala; ок. 1440 — 5 февраля 1519) — кастильский дворянин и военный, 2-й сеньор де Фуэнтидуэнья (1494—1519), известным своим участием в Гранадской войне.

## Семейное происхождение
Старший сын королевского виночерпия и рыцаря Ордена Сантьяго Педро де Луны и Мануэль (1415—1494), 1-го сеньора де Фуэнтидуэнья (1446—1494), внук знаменитого Альваро де Луны, констебля Кастилии, и его жены Эльвиры де Айяла-и-Эррера, дочери Педро Гарсия де Эррера-и-Рохаса, сеньора Ампудии, и Марии де Айяла-и-Сармьенто, сеньоры Айяла.

## Биография
В 1483 году он участвовал в завоевании крепости Тахара. В этом сражении особенно отличились Великий Капитан, Альваро де Луна-и-Айяла и Диего де Каркамо, двоюродный брат Великого Капитана. В следующем году он участвовал во взятии Алоры.
В 1486 году, после капитуляции Лохи, городом овладели христиане. Всего через шесть дней после завоевания католические монархи назначили Альваро де Луну алькайдом крепости Лоха и крепости Канильяс-де-Асейтуно, оба из которых получали жалованье в размере 310 000 мараведи.
В 1494 году после смерти своего отца Педро де Луна-и-Мануэля Альваро унаследовал сеньорию де Фуэнтидуэнья.
В 1500 году католические монархи назвали его «капитаном постоянных воинов, проживающих при нашем дворе», и эту должность он занимал до своей смерти, когда его второй сын Альваро де Луна-и-Бобадилья, 5-й сеньор Фуэнтидуэнья, который будет кастеляном Милана и губернатором Миланского герцогства, и кому мы обязаны публикацией «Хроники дона Альваро де Луна, констебля королевств Кастилия-и-Леон». Различные члены семьи Луна следовали друг за другом: Антонио де Луна-и-Валуа, 5-й сеньор Фуэнтидуэнья (1512—1593), его сын Альваро де Луна-и-Сармьенто (+ 1580) и его внук Антонио де Луна-и-Энрикес де Альманса (+ 1605).
В 1504 году, желая расширить свои владения, он договорился с Антонио Франко о покупке половины Куэвас-де-Прованко за 670 000 мараведи, подарив ему золотое ожерелье стоимостью 106 250; но продавец умер вскоре после этого, его жена Изабель де Гусман, которой принадлежала вилла, и граф Миранда, владелец другой половины, заставили его передать ему приобретенные права по согласованной цене, оставив всю виллу Куэвас-де-Прованко принадлежит графу Миранде.
В 1505 году он отказался от поста алькайда крепости Лоха в пользу своего старшего сына, Педро де Луна-и-Бобадилья (+ 1542), который сменил его на посту 3-го сеньора Фуэнтидуэнья после его смерти.
В 1512 году он стал алькайдом крепости Гуадикс с 195 000 мараведи жалованья, этот пост после его смерти унаследовал его сын Альваро де Луна-и-Бобадилья, который станет 5-м сеньором Фуэнтидуэнья после смерти своего племянника Альваро де Луна и Манрике (+ 1547).

## Смерть и погребение
Альваро де Луна-и-Айяла скончался 5 февраля 1519 года и, вероятно, был похоронен в монастыре Сан-Франциско-де-Фуэнтидуэнья.

## Брак и дети
Альваро де Луна-и-Айяла женился на Изабель де Бобадилья-и-Мальдонадо, даме Изабеллы Католички, дочери Педро де Бобадилья и Марии де Мальдонадо, и, следовательно, сестре Франсиско де Бобадилья, коррехидора Кордовы, и Беатрис де Бобадилья, 1-й маркизы де Мойя, с которым у него было несколько детей:
- Педро де Луна-и-Бобадилья (+ 1542), 3-й сеньор Фуэнтидуэнья (1519—1542).
- Альваро де Луна-и-Бобадилья (1481—1546), титулярный сеньор де Фуэнтидуэнья
- Хуан де Луна-и-Бобадилья, отец Альваро де Луны, которого звали Эль-Гордо, и Хуана де Луны, кастеляна замка Тортона в Миланском герцогстве
- Антонио де Луна-и-Бобадилья, женат на Терезе де Кастилья
- Мария де Луна-и-Бобадилья (+ 1549), дама Изабеллы Католички, вышла замуж за Гарсиа Фернандеса Манрике, 3-го графа Осорно
- Альдонса де Луна и Бобадилья, монахиня.